# ATSV Stockelsdorf
Der Allgemeine Turn- und Sportverein Stockelsdorf von 1894 ist ein Sportverein aus der ostholsteinischen Gemeinde Stockelsdorf nördlich der Hansestadt Lübeck. 
Mit 3250 Mitgliedern (Stand Dezember 2023) ist der ATSV der größte Sportverein im Kreis Ostholstein und einer der 20 größten in Schleswig-Holstein.

## Vereinsgeschichte
Der Verein wurde am 5. November 1894 als Turnverein Stockelsdorf gegründet und nannte sich später Arbeiter Turnverein Stockelsdorf. Nach der Machtergreifung der Nationalsozialisten wurde der Verein im Mai 1933 aufgelöst und enteignet. 1945 wurde der Allgemeiner Turn- und Sportverein Stockelsdorf als Nachfolger des ATV gegründet.

### Sportangebot
Im Frauenfußball nahm Stockelsdorf 1983, 1984 und 1988 am DFB-Pokal teil, schied dort aber jeweils in der 1. Runde aus. 1987 gelang dem ATSV, der ab 1986 in der Regionalliga Nord spielte, die erstmalige Qualifikation zur deutschen Meisterschaft, bei der man mit einem 2:2 im Erstrundenspiel gegen den Vorjahreshalbfinalisten TSV Siegen für eine Überraschung sorgte. Das Rückspiel gewann der Favorit allerdings 9:0 und wurde später erstmals Deutscher Meister. Im darauffolgenden Jahr gelang den Ostholsteinerinnen die erneute Qualifikation, die allerdings wieder mit einem Ausscheiden in der 1. Runde endete.
1989 löste sich die Frauenfußball-Abteilung im ATSV auf und wurde erst Jahre später wiedergegründet.

### Handball
Die Handballsparte im ATV wurde 1923 gegründet und wurde nach Kriegsende als eine der ersten Sparten wiederbelebt. Die 1. Herrenmannschaft spielte 1956/57 in der erstklassigen Landesliga Schleswig-Holstein. 1995 wurde sie erstmals Meister der höchsten Landesspielklasse und stieg in die Nordstaffel der drittklassigen Regionalliga Nordost auf, wo sie sich zunächst im Mittelfeld der eigenen Staffel platzierte. In der Saison 1998/1999 belegte der ATSV in seiner Staffel den dritten Platz und qualifizierte sich für die Meisterrunde des NOHV, was dem Verein die direkte Qualifikation für die eingleisige Regionalliga der Saison 1999/2000 sicherte. Dort gehörte er zu den Spitzenmannschaften und konnte sich 2002/2003 als Dritter erstmals vor dem Lokalrivalen VfL Bad Schwartau platzieren, wenngleich ein Derby-Sieg gegen den VfL erst drei Jahre später gelang.
Die erfolgreiche Saison 2003 konnte der ATSV nicht wiederholen. Nach einigen Jahren im gesicherten Mittelfeld der Tabelle erfolgte 2007 der Abstieg in die Oberliga Schleswig-Holstein, aus der man zwei Jahre später ebenfalls absteigen musste. Seit 2013 spielen die Stockelsdorfer Männer wieder in der höchsten Landesspielklasse, der Schleswig-Holstein-Liga.
Die erste Damenmannschaft gehört seit 2012 der Oberliga Hamburg – Schleswig-Holstein an. In der Jugend gehört der ATSV (insbesondere im männlichen Bereich) zu den erfolgreicheren Vereinen im Handballverband Schleswig-Holstein (HVSH). Neben der regelmäßigen Zugehörigkeit zu den höchsten Spielklassen des HVSH oder des bis 2011 bestehenden Regionalverbands NOHV brachte die ATSV-Jugend unter anderem den Nationalspieler Sven-Sören Christophersen hervor.